# Маянга Маку
Аделард Маянга Маку (фр. Adelard Mayanga Maku, нар. 31 жовтня 1948, Кіншаса) — футболіст ДР Конго, що грав на позиції нападника. По завершенні ігрової кар'єри — тренер. Відомий за виступами за клуб «Віта Клуб», у складі якого став семиразовим переможцем першості ДР Конго та Заїру, дворазовим володарем кубка країни, та переможцем Ліги чемпіонів КАФ, а також у складі національної збірної Заїру, у складі якої став володарем Кубка африканських націй 1974 року.

## Клубна кар'єра
Маянга Маку народився у Кіншасі. У дорослому футболі дебютував 1968 року виступами за команду «Віта Клуб», кольори якої і захищав протягом усієї своєї кар'єри гравця, що тривала цілих п'ятнадцять років. У складі команди став семиразовим чемпіоном ДР Конго та Заїру, дворазовим володарем кубка країни, та переможцем Ліги чемпіонів КАФ 1973 року. Завершив виступи на футбольних полях у 1982 році.

## Виступи за збірну
Маянга Маку дебютував у національній збірній Заїру в 1974 році. Двічі, в 1972 та 1974 роках, був учасником фінальної частини Кубка африканських націй, в 1974 році став переможцем Кубка африканських націй. У 1974 році у складі збірної брав участь у фінальній частині чемпіонату світу 1974 року у ФРН, щоправда збірна виступила там невдало, зайнявши останнє місце в групі. У збірній грав до 1979 року, провівши в її складі 23 матчі, відзначившись 8 забитими м'ячами.

## Кар'єра тренера
Розпочав тренерську кар'єру, повернувшись до футболу після тривалої перерви, 2001 року, очоливши тренерський штаб ДР Конго. Під керівництвом Маянга Маку збірна провела лише 1 матч проти збірної Мадагаскару.

## Титули і досягнення
- Чемпіон ДР Конго (7):

«Віта Клуб»: 1970, 1971, 1972, 1973, 1975, 1977, 1980
- Переможець Ліги чемпіонів КАФ (1):

«Віта Клуб»: 1973
- Володар Кубка африканських націй (1): 1974